# Айала, Хуан де
Хуа́н Мануэ́ль де Айя́ла (Аяла) (исп. Juan Manuel de Ayala; 28 декабря 1745, Осуна, провинция Севилья — 30 декабря 1797) — испанский морской офицер, исследователь. Первооткрыватель острова Алькатрас в заливе Сан-Франциско (ныне штат Калифорния США).

## Биография
В четырнадцатилетнем возрасте поступил на службу в военно-морской флот королевской Испании (сентябрь 1760) и в 1782 году дослужился до звания капитана.
В начале 1770-х годов, Испания проводила исследования северного побережья Калифорнии, с целью удостовериться в том, есть ли какие-либо российские поселения на побережье Калифорнии и изучить район будущего Сан-Франциско. Снаряжались экспедиции для установления испанского господства над этими районами. Мануэль де Айяла, в то время лейтенант, был одним из тех, кто отправился в морскую экспедицию. В августе 1774 года он прибыл к берегам Америки в Санта-Круз.
Сыграл важную роль в освоении Калифорнии. На борту военного корабля «Сан-Карлос», он и его команда были первыми европейцами,
зашедшими в залив Сан-Франциско.
5 августа 1775 года Хуан Мануэль де Айяла, командуя кораблём «Сан-Карлос», через пролив Золотые Ворота зашëл в залив Сан-Франциско. Встав на якорную стоянку в защищённой бухте, провёл следующие шесть недель, занимаясь съёмками, проводя зондирования и картографирование залива. Остров в бухте был назван им «Ла Исла де Нуэстра Сеньора де лос А́нхелес» («Остров Богоматери Ангелов») (ныне Энджел).
12 августа 1775 года по его приказу была составлена карта бухты и ещё одного острова, которому он дал название Ла Исла де лос Алькатра́сес (исп. La Isla de los Alcatraces — остров олушей) одному из трёх островов, известному в настоящее время как Yerba Buena..
В 1850 году тринадцатый президент США Миллард Филлмор подписал распоряжение об использовании острова в военных целях. Была построена крепость, а по периметру острова размещено около сотни пушек, для защиты залива Сан — Франциско. В то время на острове появился первый на западном побережье маяк
14 марта 1785 года вышел в отставку с полной пенсией в связи с его успешными действиями в Калифорнии.